# 釜山交通公団3000系電車
釜山交通公団3000系電車（プサンこうつうこうだん3000けいでんしゃ）は、2005年に製造された釜山交通公団の通勤形電車である。2006年1月1日の同公団廃止に伴い、釜山交通公社に継承された。3号線用の車両である。

## 概要

### 1次車
全20編成の計80両がロテムにて製造された。KRRIが開発した韓国型標準電動車を基に製造されており、光州地下鉄1号線や大田地下鉄1号線の車両とほぼ同型の、外吊り式乗降扉を4か所搭載した18m級車体4ドア車である。
一方でこちらはステンレス鋼車体で、屋根上に大型ランボードが設置されたほか、制御装置は大邱地下鉄2号線と同等の装置を搭載しているなどの相違点がみられる。
2032年以降に代替車両の導入が計画されている。

## 編成表
2M2Tの4両編成。将来的には6両編成とする計画である。
| ← 大渚水営 →  |      |      |      |
|               | ◇◇   | ◇◇   |      |
| 30XY          | 31XY | 34XY | 35XY |
| Tc1           | M1   | M1   | Tc2  |
| ※XYは編成番号 |      |      |      |